# Giancarlo Fisichella
Giancarlo Fisichella (phát âm tiếng Ý: [dʒaŋˈkarlo fiziˈkɛlla]; sinh ngày 14 tháng 1 năm 1973) còn được gọi là Fisico, Giano hoặc Fisi, là một tay đua chuyên nghiệp người Ý và là người đứng đầu đội bóng đá Nazionale Piloti (đội này bao gồm các tay đua). Ông đã đua cho Minardi, Jordan, Benetton, Sauber, Renault, Force India và Ferrari ở Công thức 1. Sau đó, ông ấy đã lái chiếc Ferrari 458 GTE của đội AF Corse tại nhiều sự kiện đua xe thể thao khác nhau và hai lần trở thành người chiến thắng hạng Le Mans 24 Giờ và là người chiến thắng hạng GT của giải đua Petit Le Mans tại trường đua Road Atlanta.

## Sự nghiệp

### Sự nghiệp Công thức 1 (1996-2009)

#### Minardi (1996)
Năm 1996, ông bắt đầu sự nghiệp Công thức 1 với Minardi sau khi trở thành tay đua lái thử chính thức của đội vào mùa giải trước. Tuy nhiên, ông đã không hoàn thành toàn bộ mùa giải vì Minardi yêu cầu một tay đua có thể mang lại tiền cho đội và do đó, Fisichella đã được thay thế bởi người đồng hương Giovanni Lavaggi.